# 더 캐니언
《더 캐니언》(영어: The Gorge)은 2025년 공개된 미국의 생존, 액션 영화로, 스콧 데릭슨이 감독을 맡았다.

## 출연
- 마일스 텔러
- 애니아 테일러조이
- 시거니 위버
- 윌리엄 휴스턴